# Zapasy na Igrzyskach Boliwaryjskich 1970
Turniej w ramach Igrzysk w Maracaibo w 1970 roku. Rozgrywano zawody tylko w stylu wolnym.

## Tabela medalowa
Gospodarz zawodów został zaznaczony kolorem.
| Poz.  | Państwo   |    |    |   | Łącznie |
| ----- | --------- | -- | -- | - | ------- |
| 1.    | Wenezuela | 6  | 4  | 0 | 10      |
| 2.    | Panama    | 1  | 3  | 3 | 7       |
| 3.    | Kolumbia  | 1  | 2  | 1 | 4       |
| 4.    | Ekwador   | 1  | 1  | 0 | 2       |
| 5.    | Peru      | 1  | 0  | 5 | 6       |
| Razem | Razem     | 10 | 10 | 9 | 29      |

## Wyniki

### W stylu wolnym
| Waga    | złoty            | srebrny          | brązowy          |
| ------- | ---------------- | ---------------- | ---------------- |
| 48 kg   | Oscar Luna       | Galo Legarda     | Gustavo Ospina   |
| 52 kg   | Wanelge Castillo | José Bravo       | José Teruya      |
| 57 kg   | Carlos González  | Pablo Ledesma    | José Barba       |
| 62 kg   | Marco Terán      | Valerio Fuentes  | José Aparicio    |
| 68 kg   | Ramón Alvarez    | Segundo Olmedo   | Julio Bravo      |
| 74 kg   | Elías Herrera    | Licimaco Salazar | Gregorio Estribi |
| 82 kg   | Humberto Salazar | Ricardo Salazar  | Severino Aguilar |
| 90 kg   | José Tofiño      | Máximo Ortega    | Enrique Barreto  |
| 100 kg  | Angel Herrera    | Rafael Zúñiga    | Hugo Rosas       |
| +100 kg | Orlando Ochoa    | Luis Reyes       | ----             |